# 特進
特进為中国古代官位，东汉时，特进位次于三公之下、諸侯之上。至唐代則是文散官中，僅次於「開府儀同三司」的官階。

## 記載
- 《后汉書·桓帝纪》：「赐……公主、大将军、三公、特进、侯、中二千石、二千石、将、大夫、郎吏、从官、四姓及梁、邓小侯、诸夫人以下帛，各有差。」
- 《通典》曰：「漢制，諸侯功德優盛、朝廷所敬異者，賜位特進，位在三公下。」
- 《百官表注》曰：「特进，官品第二，汉制，皇后之父，率为此官。」
- 《傅咸集》曰：「特进，执皮帛，坐侍臣之下，门下属，汉武特进执璧，已有旧制，今特进宜执璧。」
- 《齐职仪》曰：「特进，以功德特进见也。」
- 沈约《宋书》曰：「特进，魏世骠骑将军刘放卫将军孙资等逊位，以侯就第，盖位特进，其诸官加特进者，从本官供给，特进但为班位而已，不别有吏卒车服也。」